# Pseudopleonexes lessoniae
Pseudopleonexes lessoniae is een vlokreeftensoort uit de familie van de Ampithoidae. De wetenschappelijke naam van de soort is voor het eerst geldig gepubliceerd in 1954 door Hurley.